# Osip Somov
Osip Ivanovich Somov (1 de junho de 1815 — São Petersburgo, 26 de abril de 1876) foi um matemático russo.